# 심우섭 (1890년)
심우섭(沈友燮, 1890년 ~ 1946년 3월 6일)은 일제강점기의 소설가, 언론인, 방송인, 수필가이다. 초년에는 작가로도 활동했고, 소설가 심훈에게는 맏형이 된다. 호(號)가 천풍(天風)이라 심천풍(沈天風)이라고도 불린다.

## 생애
본관은 청송이다. 충청남도 당진이 가문의 고향이지만 경기도 시흥군에서 출생하였으며 지난날 한때 충청남도 당진군에서 잠시 유아기를 보낸 적이 있고 그 후 경기도 과천군과 한성부에서 성장한 그는 막내 동생인 심훈과 11세 차이가 난다.
휘문의숙을 제1회로 졸업하였고, 최남선, 이광수 등과 가까이 지내면서 1918년에 최남선이 발기한 계명구락부에 출입하고 기관지 《계명》의 주간을 맡으며 문화계 인사들과 교류했다. 1910년대 중반에 《매일신보》에 입사하여 언론인으로 활동하였으며 《형제》 등 신소설을 쓰기도 했다. 이광수의 장편소설 《무정》에 나오는 신문기자 신우선의 모델이 심우섭이다.
1920년대에는 매일신보를 나와 조선여자교육회에서 고문으로 근무하는 등 여러 사회 활동을 벌였다. 이 시기에 심우섭은 사이토 마코토 총독과 자주 면담한 기록이 있어 직업적 친일 분자로 활동한 것으로 보고 있다. 동민회에서 이사를 지내고 구일회도 참가하였다.
1927년 경성부의 학교 평의원에 당선되었으며, 조선교육연구회에서도 활동하였다. 1935년에 경성방송국에 입사하여 제2방송과장이 되면서 초창기의 방송계에서 업적을 남겼다.
태평양 전쟁 시기에 국민정신총동원조선연맹의 순회강연반 연사가 되어 함경남도 지역에서 연설을 하고 조선임전보국단에도 참여하는 등 일본 제국에 협조한 행적이 있다. 1941년에 매일신보 편집고문으로 복귀하여 1945년에 태평양 전쟁이 종전될 당시 매일신보 이사대우 촉탁을 맡고 있었다. 1946년 3월 7일에 발행된 자유신문 2면에 따르면 심우섭은 1946년 3월 6일 서울 계동 자택에서 사망했다고 보도했다.
2008년 발표된 민족문제연구소의 친일인명사전 수록예정자 명단 중 언론/출판 부문에 포함되었다. 이 명단의 종교 부문에는 동생인 목회자 심명섭도 들어 있다. 친일반민족행위진상규명위원회가 발표한 친일반민족행위 705인 명단에도 포함되었다.

## 가족 관계
- 증조부 : 심의붕(沈宜朋)
- 증조모 : 연안 이씨
- 증조모 : 전주 이씨
- 증조모 : 탐진 최씨
  - 조부 : 심정택(沈鼎澤)
  - 조모 : 광주 안씨
    - 아버지 : 심상정(沈相涏)
    - 어머니 : 해평 윤씨
      - 남동생 : 심명섭(沈明燮)
      - 남동생 : 심대섭(沈大燮)
      - 여동생 : 심원섭(沈元燮), 기계인 유원식에게 출가
      - 부인 : 대구 서씨, 서남순(徐南順)
        - 장남 : 심재영(沈載瑛)
        - 자부 : 은진 송씨, 송안이(宋安伊)
          - 손자 : 심천보(沈天輔)
          - 손자 : 심덕보(沈德輔)
          - 손자 : 심영보(沈永輔)
          - 손녀 : 심순희(沈順姬), 해평인 윤영노에게 출가
          - 손녀 : 심순옥(沈順玉), 울산인 김동철에게 출가

      - 자부 : 경주 김씨, 김옥순(金玉淳)
        - 차남 : 심재웅(沈載雄)
        - 장녀 : 심재완(沈載完), 청주인 한영은에게 출가

## 같이 보기
- 매일신보
- 경성방송국
- 조선임전보국단
- 심명섭
- 심훈

## 참고자료
- 손진동 (2003년 5월 26일). “그 세월의 흔적들 - 심우섭과 그의 신소설 '형제'”. 당진시대. 2016년 3월 4일에 원본 문서에서 보존된 문서. 2008년 7월 26일에 확인함.